# Francisco de Campuzano
Francisco de Campuzano (1540 - Madrid, 1583) fue un médico y poeta del siglo XVI. No se ha podido determinar cuál fue su ciudad natal. Sin embargo, es un poeta asociado con el río Tajo, probablemente con la ciudad de Toledo, dentro del “Canto de Calíope” en el libro sexto de La Galatea de Miguel de Cervantes. Se sabe que se graduó de Doctor en Medicina en la Universidad de Alcalá en 1566 y fue médico de Felipe II.

## Obra
Algunos de sus versos se pueden encontrar en las obras de otros autores que también son ingenios alabados dentro del "Canto de Calíope" de Cervantes. Tal es el caso de:
-       Jardín espiritual, de Pedro de Padilla (Madrid, 1585).
-       Cancionero, de Gabriel López Maldonado (Madrid, 1586).
-       El Pastor de Philida, de Luis Gálvez de Montalvo (Madrid, 1582). Se dice que el doctor Francisco de Campuzano es Campiano.
- También figura un soneto bajo el nombre de “Doctor Francisco de Campuzana” en el Galateo español de Lucas Gracián Dantisco (1595). Según el Instituto Cervantes, existe un ejemplar de esta edición en la Biblioteca Hispanic Society of America en New York.

Su obra poética fue elogiada por los más ilustres escritores de su época. Lope de Vega lo menciona en La Dorotea en el acto IV, escena II y lo incluye entre los grandes poetas del siglo XVI. También fue elogiado por Miguel de Cervantes en la octava 13 del “Canto de Calíope” en la que realza su talento como poeta y médico al compararlo con el dios griego Febo: 
Y el nombre que me viene más a mano
De estos dos que a loar aquí me atrevo
Es del doctor famoso Campuzano,
A quien podéis llamar segundo Febo.
El alto ingenio suyo, el sobrehumano
discurso nos descubre un mundo nuevo,
de tan mejores Indias y excelencias,

cuánto mejor que el oro son las ciencias. 

## Bibliografía

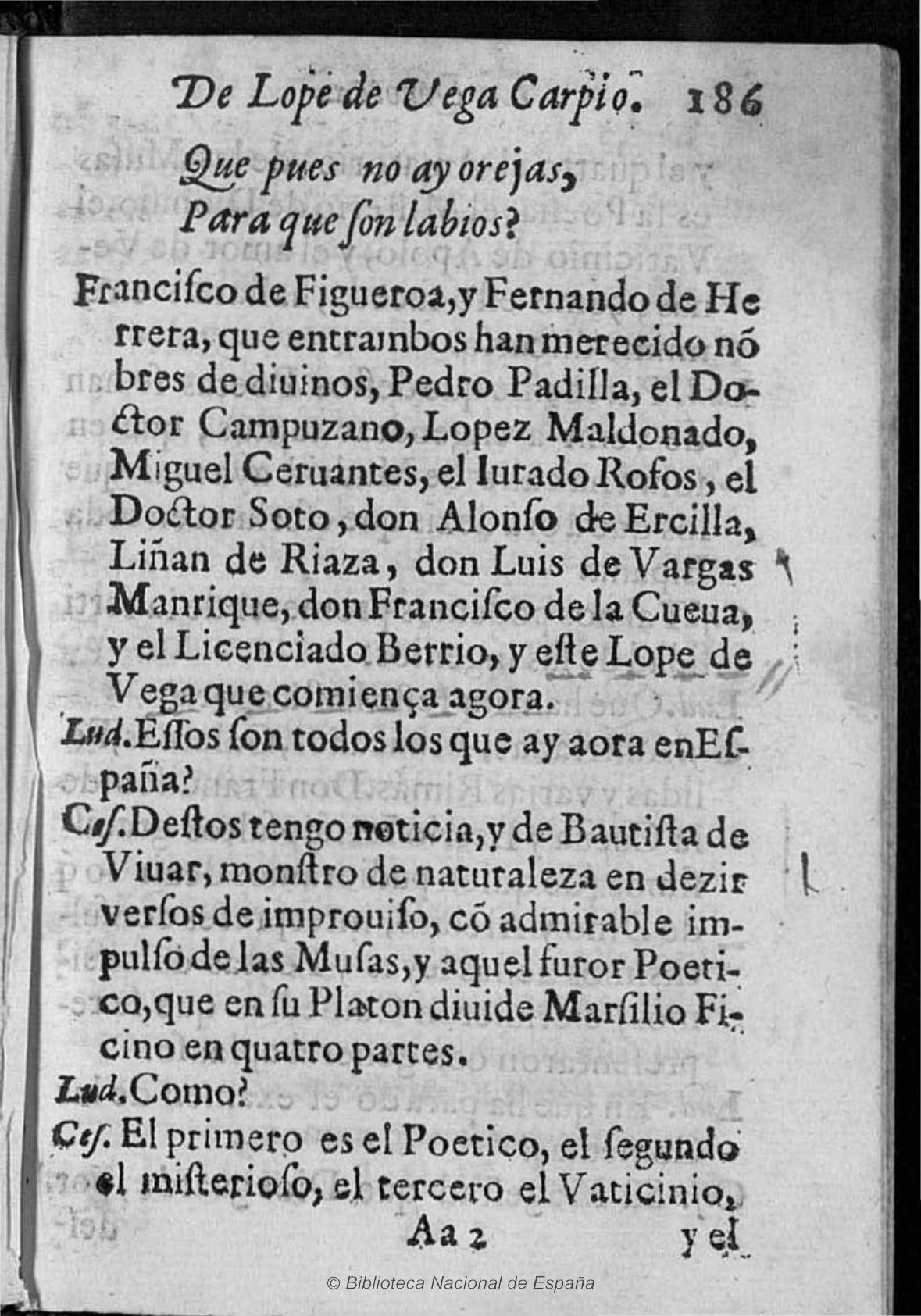
Pág. de un ejemplar de la obra de Lope de Vega La Dorotea conservado en la BNE; se nombra en este párrafo a Campuzano y a otros escritores.